# Michele Anaclerio
Michele Anaclerio (Bari, 15 maggio 1982) è un allenatore di calcio ed ex calciatore italiano, di ruolo difensore, tecnico della formazione primavera del Bari.

## Caratteristiche tecniche
Il ruolo principale di Anaclerio è terzino sinistro, tuttavia può giocare anche da centrale.

## Carriera

### Giocatore

#### Club
È cresciuto nel Bari, squadra della sua città, con la quale ha debuttato a 19 anni in Serie A nella stagione 2000-2001 nella sconfitta per 1-0 in casa della Reggina, il 27 maggio 2001. Successivamente è stato per due anni in prestito al Lanciano in Serie C1 prima di tornare ancora a Bari, stavolta in Serie B, restandovi per tre stagioni e giocando complessivamente 72 partite di campionato.
Nel 2006 viene ceduto in prestito con diritto di riscatto al Piacenza. Fa il suo debutto con la maglia biancorossa il 19 settembre nella vittoria per 1-0 contro il Bologna, e, dopo una prima stagione in cui si alterna con Giuseppe Gemiti, diventa titolare in quella successiva. Segna la sua prima rete per i piacentini il 14 agosto 2007 nella partita valida per il primo turno di Coppa Italia contro lo Spezia, terminata 2-0. Al termine del campionato il Piacenza riscatta la seconda metà di Anaclerio dopo essere andato alle buste con il Bari. Nella stagione 2009-2010 diventa capitano, prima che un infortunio a un ginocchio lo costringa a terminare anzitempo la stagione alla fine di gennaio dopo aver giocato 12 partite segnando un gol.
Dopo aver saltato le prime giornate della stagione successiva a causa dei postumi dell'infortunio, ritorna in campo nella partita contro l'Empoli; a fine stagione totalizza 31 presenze in campionato e 2 nei play-out, realizzando anche tre reti. Dopo la retrocessione in Prima Divisione, nell'agosto 2011 viene ceduto al Benevento per 50 000 euro.
Fa il suo debutto con la maglia dei campani il 4 settembre nella vittoria per 2-1 in casa del Foggia. L'11 settembre 2011 nel match casalingo contro il Lumezzane, vinto 3-0 dal Benevento, sigla la sua prima rete in maglia giallorossa.
Nel gennaio 2014, dopo 39 presenze complessive in campionato con i campani, rescinde il contratto e si trasferisce al Vicenza, sempre in Prima Divisione. Debutta con i veneti il 23 febbraio successivo nella partita pareggiata 1-1 contro la Pro Patria.
Nel settembre successivo rescinde il contratto con il Vicenza e si trasferisce al Bisceglie, in Serie D. Debutta con i nerazzuri pugliesi il 7 settembre nella partita pareggiata per 1-1 contro i Potenza. Segna la prima rete con i biscegliesi il 26 aprile alla terzultima di campionato nel 7-0 interno contro il Gallipoli. Dopo aver segnato un'altra rete all'ultima giornata termina la stagione con 23 presenze e due reti in campionato, una presenza in Coppa Italia e una nei play-off nei quali il Bisceglie è eliminato al secondo turno. Viene confermato al Bisceglie anche nella stagione successiva, nella quale diventa capitano dei pugliesi.
Ciononostante, nel dicembre 2015 si trasferisce al Gravina, in Eccellenza. Fa il suo debutto con i gialloblù il 6 dicembre nella vittoria casalinga per 3-0 contro l'Unione Calcio Bisceglie. Segna la sua prima rete con la nuova maglia la domenica successiva nella sconfitta per 4-1 in casa dell'Otranto. Con i gialloblù vince la fase regionale della Coppa Italia Dilettanti e, il 3 aprile vince, con due giornate di anticipo, grazie al pareggio per 0-0 contro l'Unione Bisceglie, il campionato di Eccellenza pugliese. Resta col Gravina anche nella stagione successiva, la prima in Serie D per la squadra pugliese. In questa stagione veste anche la fascia di capitano. Termina la stagione con 32 presenze in campionato, 1 in Coppa Italia Serie D ed 1 nei play-off nei quali il Gravina viene eliminato in semifinale dalla Nocerina. Il 12 dicembre 2017 si svincola dalla squadra pugliese Pochi giorni dopo si trasferisce all'Omnia Bitonto, militante nell'Eccellenza pugliese. Fa il suo debutto con i bitontini il 17 dicembre nella partita vinta per 8-0 contro la Pro Italia Galatina. Termina la stagione totalizzando 15 presenze in campionato e 5 nei play-off al termine dei quali l'Omnia Bitonto conquista la promozione in Serie D. Nella finale play-off contro l'Afragola, decisa ai tiri di rigore, mette a segno il tiro decisivo.
Per la stagione 2018-2019 si trasferisce al Corato, militante anch'esso nell'Eccellenza pugliese. Debutta con i neroverdi il 2 settembre 2018 nella partita vinta per 7-2 in casa del Molfetta valida per gli ottavi di finale della fase regionale della Coppa Italia Dilettanti. Il 16 settembre seguente segna la sua prima rete con i coratini nella partita pareggiata 2-2 sul campo dell'Atletico Vieste. All'inizio di novembre, dopo sei presenze e una rete in campionato e quattro presenze nella fase regionale di coppa Italia Dilettanti lascia il Corato.
Il 6 dicembre viene annunciato il suo trasferimento al Bitonto, che durante l'estate, aveva acquisito il titolo sportivo dell'Omnia Bitonto con cui lo stesso Anaclerio aveva conquistato la promozione in serie D al termine della stagione precedente. Esordisce con la nuova maglia il 16 dicembre nella partita persa 2-0 sul campo del Sorrento. Il 17 febbraio 2019 segna la sua prima rete con la maglia dei bitontini nella partita vinta 2-0 sul campo del Fasano. Chiude l'annata con 17 presenze e una rete in campionato, oltre ad una presenza nei play-off promozione, nei quali il Bitonto viene eliminato in semifinale dal Taranto.
Nel giugno 2019 viene indagato dalla procura di Bari insieme a 6 compagni di squadra del Bitonto per il reato di frode in competizione sportiva per la presunta combine della partita AZ Picerno-Bitonto 3-2 del 5 maggio precedente, che aveva sancito la promozione in serie C del Picerno a discapito dell'Audace Cerignola.
Nell'agosto 2019 scende di categoria, accasandosi al Molfetta Calcio, militante in Eccellenza. Debutta con i molfettesi il 7 settembre 2019 nella partita vinta per 1-0 contro l'Atletico Vieste. Il 19 gennaio 2020, nella partita pareggiata per 1-1 contro l'Otranto, segna la sua prima rete con i molfettesi. Nel corso della stagione, terminata anzitempo a causa dello scoppio della pandemia causata dal coronavirus COVID-19 e culminata con la vittoria del campionato da parte del Molfetta e la promozione in Serie D, totalizza 23 presenze con tre reti in campionato e una presenza, senza reti nella fase regionale della coppa Italia Dilettanti.
Il 10 agosto 2020 viene deferito dalla procura federale della FIGC in relazione ai fatti della presunta combine della partita Picerno-Bitonto del maggio 2019; in particolare, ad Anaclerio viene contestato un accordo, stipulato tramite l'allora direttore sportivo del Potenza Vincenzo De Santis, che, in cambio del pagamento da parte del Picerno della somma di 25 000 €, i quali sarebbero stati, poi, consegnati al capitano del Bitonto Francesco Patierno per essere, in seguito, divisi tra i compagni coinvolti, l'impegno dei giocatori bitontini a favorire un risultato che garantisse al Picerno la promozione in Serie C. Il 31 agosto 2020 viene squalificato per due anni dalla sezione disciplinare del tribunale nazionale federale della Figc. Con la sentenza di appello, pubblicata l'11 settembre successivo, la squalifica di Anaclerio viene ridotta a un anno e 8 mesi.

#### Nazionale
Anaclerio vanta una presenza con la nazionale Under-21 di Serie B, il 30 marzo 2004, contro il Belgio Under-21.

### Allenatore
Nel novembre 2023 Anaclerio entra a far parte dello staff tecnico della Polimnia, squadra militante nell'Eccellenza pugliese. Il successivo 19 febbraio, a seguito dell'esonero dell'allenatore della prima squadra Mirko Muserra, Anaclerio viene promosso a primo allenatore conducendo la formazione polignanese al quarto posto finale che vale la salvezza diretta senza la disputa dei play-out e venendo poi confermato dalla dirigenza rossoverde anche per la stagione 2024-2025 nella quale conduce la squadra al terzo posto in classifica e alla finale regionale dei play-off, persa contro il Canosa. Il 13 luglio 2025 rassegna le dimissioni.
Il 19 luglio seguente viene nominato nuovo tecnico della formazione primavera del Bari, militante nel Campionato Primavera 2.

## Statistiche

### Presenze e reti nei club
| Stagione         | Squadra          | Campionato       | Campionato | Campionato | Coppe nazionali   | Coppe nazionali | Coppe nazionali | Coppe continentali | Coppe continentali | Coppe continentali | Altre coppe | Altre coppe | Altre coppe | Totale | Totale |
| Stagione         | Squadra          | Comp             | Pres       | Reti       | Comp              | Pres            | Reti            | Comp               | Pres               | Reti               | Comp        | Pres        | Reti        | Pres   | Reti   |
| ---------------- | ---------------- | ---------------- | ---------- | ---------- | ----------------- | --------------- | --------------- | ------------------ | ------------------ | ------------------ | ----------- | ----------- | ----------- | ------ | ------ |
| 2000-2001        | Bari             | A                | 1          | 0          | CI                | 0               | 0               | -                  | -                  | -                  | -           | -           | -           | 1      | 0      |
| 2001-2002        | Lanciano         | C1               | 23         | 0          | -                 | 0               | 0               | -                  | -                  | -                  | -           | -           | -           | 23     | 0      |
| 2002-2003        | Lanciano         | C1               | 29         | 2          | CI                | 1               | 0               | -                  | -                  | -                  | -           | -           | -           | 30     | 2      |
| Totale Lanciano  | Totale Lanciano  | Totale Lanciano  | 52         | 2          |                   | 1               | 0               |                    | -                  | -                  |             | -           | -           | 53     | 2      |
| 2003-2004        | Bari             | B                | 23+2       | 0          | CI                | 0               | 0               | -                  | -                  | -                  | -           | -           | -           | 25     | 0      |
| 2004-2005        | Bari             | B                | 23         | 0          | CI                | 2               | 0               | -                  | -                  | -                  | -           | -           | -           | 25     | 0      |
| 2005-2006        | Bari             | B                | 25         | 1          | CI                | 4               | 0               | -                  | -                  | -                  | -           | -           | -           | 29     | 1      |
| Totale Bari      | Totale Bari      | Totale Bari      | 71+2       | 1          |                   | 6               | 0               |                    | -                  | -                  |             | -           | -           | 79     | 1      |
| 2006-2007        | Piacenza         | B                | 28         | 0          | CI                | 0               | 0               | -                  | -                  | -                  | -           | -           | -           | 28     | 0      |
| 2007-2008        | Piacenza         | B                | 30         | 3          | CI                | 1               | 1               | -                  | -                  | -                  | -           | -           | -           | 31     | 4      |
| 2008-2009        | Piacenza         | B                | 28         | 4          | CI                | 1               | 0               | -                  | -                  | -                  | -           | -           | -           | 29     | 4      |
| 2009-2010        | Piacenza         | B                | 12         | 1          | CI                | 0               | 0               | -                  | -                  | -                  | -           | -           | -           | 12     | 1      |
| 2010-2011        | Piacenza         | B                | 31+2       | 3          | CI                | 0               | 0               | -                  | -                  | -                  | -           | -           | -           | 33     | 3      |
| Totale Piacenza  | Totale Piacenza  | Totale Piacenza  | 129+2      | 11         |                   | 2               | 1               |                    | -                  | -                  |             | -           | -           | 133    | 12     |
| 2011-2012        | Benevento        | 1D               | 21         | 1          | CI+CI-LP          | 0+2             | 0               | -                  | -                  | -                  | -           | -           | -           | 23     | 1      |
| 2012-2013        | Benevento        | 1D               | 14         | 0          | CI+CI-LP          | 0+4             | 0               | -                  | -                  | -                  | -           | -           | -           | 18     | 0      |
| 2013-gen. 2014   | Benevento        | 1D               | 4          | 0          | CI+CI-LP          | 2+2             | 0               | -                  | -                  | -                  | -           | -           | -           | 8      | 0      |
| Totale Benevento | Totale Benevento | Totale Benevento | 39         | 1          |                   | 10              | 0               |                    | -                  | -                  |             | -           | -           | 49     | 1      |
| gen.-giu. 2014   | Vicenza          | 1D               | 2          | 0          | CI+CI-LP          | -               | -               | -                  | -                  | -                  | -           | -           | -           | 2      | 0      |
| 2014-2015        | Bisceglie        | D                | 23+1       | 2          | CID               | 1               | 0               | -                  | -                  | -                  | -           | -           | -           | 25     | 2      |
| set.-dic. 2015   | Bisceglie        | D                | 11         | 0          | CID               | 2               | 1               | -                  | -                  | -                  | -           | -           | -           | 13     | 1      |
| Totale Bisceglie | Totale Bisceglie | Totale Bisceglie | 34+1       | 2          |                   | 3               | 1               |                    | -                  | -                  |             | -           | -           | 38     | 3      |
| dic. 2015-2016   | Gravina          | Ecc.             | 15         | 1          | CI Dil. P+CI Dil. | 0+4             | 0               | -                  | -                  | -                  | -           | -           | -           | 19     | 1      |
| 2016-2017        | Gravina          | D                | 32+1       | 1          | CID               | 1               | 0               | -                  | -                  | -                  | -           | -           | -           | 34     | 1      |
| set.-dic. 2017   | Gravina          | D                | 12         | 0          | CID               | 1               | 0               | -                  | -                  | -                  | -           | -           | -           | 13     | 0      |
| Totale Gravina   | Totale Gravina   | Totale Gravina   | 59+1       | 2          |                   | 6               | 0               |                    | -                  | -                  |             | -           | -           | 66     | 2      |
| dic. 2017-2018   | Omnia Bitonto    | Ecc.             | 15+5       | 0          | -                 | -               | -               | -                  | -                  | -                  | -           | -           | -           | 20     | 0      |
| ago.-nov. 2018   | Corato           | Ecc.             | 6          | 1          | CI Dil. P         | 4               | 0               | -                  | -                  | -                  | -           | -           | -           | 10     | 1      |
| dic. 2018-2019   | Bitonto          | D                | 17+1       | 1          | -                 | -               | -               | -                  | -                  | -                  | -           | -           | -           | 18     | 1      |
| 2019-2020        | Molfetta Calcio  | Ecc.             | 23         | 3          | CI Dil. P         | 1               | 0               | -                  | -                  | -                  | -           | -           | -           | 24     | 3      |
| Totale carriera  | Totale carriera  | Totale carriera  | 445+12     | 24         |                   | 32              | 2               |                    | -                  | -                  |             | -           | -           | 489    | 26     |

### Statistiche da allenatore
Statistiche aggiornate al 3 maggio 2025.
| Stagione        | Squadra         | Campionato      | Campionato | Campionato | Campionato | Campionato | Coppe nazionali | Coppe nazionali | Coppe nazionali | Coppe nazionali | Coppe nazionali | Coppe continentali | Coppe continentali | Coppe continentali | Coppe continentali | Coppe continentali | Altre coppe | Altre coppe | Altre coppe | Altre coppe | Altre coppe | Totale | Totale | Totale | Totale | % Vittorie | Piazzamento |
| Stagione        | Squadra         | Comp            | G          | V          | N          | P          | Comp            | G               | V               | N               | P               | Comp               | G                  | V                  | N                  | P                  | Comp        | G           | V           | N           | P           | G      | V      | N      | P      | %          | Piazzamento |
| --------------- | --------------- | --------------- | ---------- | ---------- | ---------- | ---------- | --------------- | --------------- | --------------- | --------------- | --------------- | ------------------ | ------------------ | ------------------ | ------------------ | ------------------ | ----------- | ----------- | ----------- | ----------- | ----------- | ------ | ------ | ------ | ------ | ---------- | ----------- |
| feb.-giu. 2024  | Polimnia        | Ecc             | 6          | 4          | 1          | 1          | CI Dil. Pu.     | -               | -               | -               | -               | -                  | -                  | -                  | -                  | -                  | -           | -           | -           | -           | -           | 6      | 4      | 1      | 1      | 66,67      | Sub., 4º    |
| 2024-2025       | Polimnia        | Ecc             | 37+2       | 18+1       | 12         | 7+1        | CI Dil. Pu.     | 6               | 4               | 1               | 1               | -                  | -                  | -                  | -                  | -                  | -           | -           | -           | -           | -           | 45     | 23     | 13     | 9      | 51,11      | 3º          |
| Totale Polimnia | Totale Polimnia | Totale Polimnia | 43+2       | 22+1       | 13         | 8+1        |                 | 6               | 4               | 1               | 1               |                    | -                  | -                  | -                  | -                  |             | -           | -           | -           | -           | 51     | 27     | 14     | 10     | 52,94      |             |
| Totale carriera | Totale carriera | Totale carriera | 45         | 23         | 13         | 9          |                 | 6               | 4               | 1               | 1               |                    | -                  | -                  | -                  | -                  |             | -           | -           | -           | -           | 51     | 27     | 14     | 10     | 52,94      |             |

## Palmarès

### Club

#### Competizioni regionali
- Coppa Italia Dilettanti Puglia: 1

2015-2016
- Eccellenza: 2

2015-2016, 2019-2020